# Менший Брат
Менший Брат (рос.: Меньший Брат) — діючий вулкан на острові Ітуруп Великої Курильської гряди, що знаходиться під контролем Росії.
Вулкан є екструзивним куполом із трьома кратерами. Висота 562 м. Розташований у північно-східній частині острова; в західній частині Медвежого хребта, в 2 км на захід від вулкана Кудрявий. Нині фіксується термальна активність.
Назва є прямим перекладом з айнської. Здалеку спостерігачу здавалося, що конус вулкана сиротливо притулився до більшого вулкана Кудрявий .